# Horatius Bonar

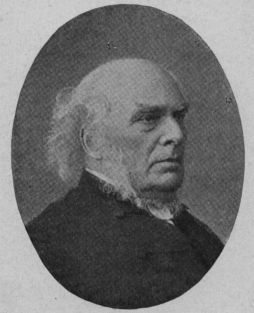
Horatius Bonar

Horatius Bonar (* 19. Dezember 1808 in Edinburgh als Horace Bonar; † 31. Mai 1889 ebenda) war ein schottischer Geistlicher und Dichter.

## Leben
Horace wuchs als Sohn des Solicitors James Bonar in Edinburgh auf. Von 1838 bis 1866 wirkte er als presbyterianischer Prediger – zuerst der Church of Scotland, nach der sogenannten „disruption“ von 1843 der Free Church of Scotland – in Kelso, anschließend wieder in Edinburgh. 1843 heiratete er Jane Catherine Lundie, die 1884 verstarb. Der Ehe entsprangen zahlreiche Kinder. 1853 erhielt er den Titel eines Ehrendoktors der Universität Edinburgh in Aberdeen. Bonar ist im Hof der Edinburgher Kirche Kirk of the Canongate begraben.

## Wirken
Neben seinem Wirken als Autor diverser Sachbücher und Schreiber für diverse christliche Druckschriften (The Quarterly Journal of Prophecy von 1848 bis 1873 und Christian Treasury von 1859 bis 1879) ist Bonar in erster Linie durch seine Kirchenlieder in Erinnerung geblieben. Einige davon sind im gesamten englischen Sprachraum berühmt geworden.

### Kirchenlieder (Auswahl)
- Fill thou my life, O Lord, my God
- I heard the Voice of Jesus say
- Blessing and Honour and Glory and Power
- Thy way, not mine, O Lord
- A few more years shall roll
- Come Lord and tarry not
- Hallelujah for the Cross (dt. Halleluja, rühmt das Kreuz)

### Sammelbände seiner Werke
- Hymns of Faith and Hope (3 Bände)
- Hymns of the Nativity
- Selected Hymns
- My Old Letters

Darüber hinaus verfasste Bonar Biografien über die Geistlichen John Milne und G. T. Dodds (Letzterer war sein Schwiegersohn und starb 1882 in Frankreich).